# Tyngdlyftning vid olympiska sommarspelen 2008
Tyngdlyftning fanns vid olympiska sommarspelen 2008 med i OS-programmet för 23:e gången - första gången var 1896. Därefter har tyngdlyftningen varit med på programmet i samtliga olympiska sommarspel utom 1908 och 1912. 
Tävlingarna ägde rum i Beihang-hallen mellan 9 och 19 augusti. Idrottshallen tillhör Beihanguniversitetet (kinesiska: 北京航空航天大学), i Peking. Det var den enda OS-grenen som utspelades där. Arenan renoverades inför OS och tog 6 000 åskådare under spelen, men har en permanent kapacitet på 3 400 åskådare. Den användes också för tävlingarna i styrkelyft under de paralympiska sommarspelen 2008, vilka hölls mellan den 9 till 16 september.

## Medaljörer

### Damer
| Viktklass          | Guld                                      | Silver                       | Brons                          |
| 48 kg Detaljer...  | Chen Wei-ling Kinesiska Taipei            | Im Jyoung-hwa Sydkorea       | Pensiri Laosirikul Thailand    |
| 53 kg Detaljer...  | Prapawadee Jaroenrattanatarakoon Thailand | Yoon Jin-hee Sydkorea        | Raema Lisa Rumbewas Indonesien |
| 58 kg Detaljer...  | Chen Yanqing Kina                         | O Jong-ae Nordkorea          | Wandee Kameaim Thailand        |
| 63 kg Detaljer...  | Pak Hyon-suk Nordkorea                    | Lu Ying-chi Kinesiska Taipei | Christine Girard Kanada        |
| 69 kg Detaljer...  | Oksana Slivenko Ryssland                  | Leydi Solís Colombia         | Abeer Abdelrahman Egypten      |
| 75 kg Detaljer...  | Alla Vazjenina Kazakstan                  | Lidia Valentín Spanien       | Damaris Aguirre Mexiko         |
| +75 kg Detaljer... | Jang Mi-ran Sydkorea                      | Ele Opeloge Samoa            | Mariam Usman Nigeria           |

### Herrar
| Viktklass           | Guld                      | Silver                             | Brons                       |
| 56 kg Detaljer...   | Long Qingquan Kina        | Hoàng Anh Tuấn Vietnam             | Eko Yuli Irawan Indonesien  |
| 62 kg Detaljer...   | Zhang Xiangxiang Kina     | Diego Salazar Colombia             | Triyatno Indonesien         |
| 69 kg Detaljer...   | Liao Hui Kina             | Vencelas Dabaya Frankrike          | Yordanis Borrero Kuba       |
| 77 kg Detaljer...   | Sa Jae-hyouk Sydkorea     | Li Hongli Kina                     | Gevorg Davtyan Armenien     |
| 85 kg Detaljer...   | Lu Yong Kina              | Tigran Vardan Martirosjan Armenien | Jadier Valladares Kuba      |
| 94 kg Detaljer...   | Szymon Kołecki Polen      | Arsen Kasabiev Georgien            | Yoandry Hernández Kuba      |
| 105 kg Detaljer...  | Andrej Aramnau Belarus    | Dmitrij Klokov Ryssland            | Marcin Dołęga Polen         |
| +105 kg Detaljer... | Matthias Steiner Tyskland | Jevgenij Tjigisjev Ryssland        | Viktors Ščerbatihs Lettland |

Noteringar
1. ↑  Chen Xiexia från Kina vann ursprungligen guldet och Sibel Özkan från Turkiet silvret, de diskvalificerades dock för doping efter att proverna testats om 2016.[4][5]
2. ↑  Nastassia Novikava från Vitryssland tog bronsmedaljen men diskvalificerades 2016 efter att ha testats positivt för turinabol och stanozolol.[6]
3. ↑  Marina Sjajnova från Ryssland tog ursprungligen silvermedaljen men diskvalificerades för doping efter att ha testats positivt för stanozolol.[7]
4. ↑  Irina Nekrassova från Kazakstan tog ursprungligen silvermedaljen men diskvalificerades för doping efter att ha testats positivt för stanozolol och turinabol.[8]
5. ↑  Liu Chunhong från Kina vann ursprungligen guldet och Natalja Davydova från Ukraina bronset, de båda diskvalificerades dock för doping efter att proverna testats om 2016.[4][7]
6. ↑  Cao Lei från Kina vann ursprungligen guldet men diskvalificerades 2016 efter att hennes prover testats positivt för GHRP-2.[4] Nadezjda Jevstijuchina från Ryssland tog bronset men diskvalificerades 2016 efter att ha testats positivt för turinabol och EPO.[8]
7. ↑  Olha Korobka från Ukraina tog ursprungligen silver och Marija Grabovetskaja från Kazakstan tog brons men de diskvalificerades båda under 2016 efter att ha testats positivt för turinabol.[6][7]
8. ↑  Tigran Gevorg Martirosjan från Armenien tog bronsmedaljen men diskvalificerades 2016 efter att ha testats positivt för turinabol och stanozolol.[8]
9. ↑  Andrej Rybakou från Vitryssland tog ursprungligen silvermedaljen men diskvalificerades i oktober 2016 efter att ha testats positivt för stanozolol och turinabol.[6]
10. ↑  Ilja Iljin från Kazakstan vann ursprungligen guldet och Chadzjimurat Akkajev från Ryssland bronset, de båda diskvalificerades dock för doping efter att proverna testats om 2016.[7][9]
11. ↑  Dmitrij Lapikov från Ryssland tog bronsmedaljen men diskvalificerades 2016 efter att ha testats positivt för turinabol.[7]

Denna tabell: visa • redigera

## Resultat
Listor över de tio bäst placerade i varje viktklass, med resultat i ryck, stöt och totalt. I några viktklasser var det av olika anledningar färre än tio som slutförde tävlingen, och dessa listor blir då lite kortare.
Om två deltagare har lyft samma totala vikt, är det deltagarnas vikt som avgör vems om kommer först. Det är anledningen till att Dmitrij Lapikov tog bronset före Marcin Dołęga i herrarnas 105 kg-klass. Han vägde 70 gram mindre.

### Damer 48kg
- Lördagen 9 augusti 2008

| Plac. | Namn                   | Land      | Vikt (kg) | Ryck (kg) | Stöt (kg) | Totalt (kg) |
| ----- | ---------------------- | --------- | --------- | --------- | --------- | ----------- |
|       | Chen Xiexia            | Kina      | 47,46     | 95        | 117 OR    | 212 OR      |
|       | Sibel Özkan            | Turkiet   | 47,80     | 88        | 111       | 199 PB      |
|       | Chen Wei-ling          | Taiwan    | 47,11     | 84        | 112       | 196         |
| 4     | Im Jyoung-hwa          | Sydkorea  | 47,62     | 86        | 110       | 196         |
| 5     | Pensiri Laosirikul     | Thailand  | 47,67     | 85        | 110       | 195         |
| 6     | Hiromi Miyake          | Japan     | 47,35     | 80        | 105       | 185         |
| 7     | Mélanie Noël           | Frankrike | 47,91     | 80        | 97        | 177         |
| 8     | Misaki Oshiro          | Japan     | 47,62     | 80        | 92        | 172         |
| 9     | Marzena Karpińska      | Polen     | 47,62     | 79        | 92        | 171         |
| 10    | Marilou Dozois-Prevost | Kanada    | 47,75     | 76        | 90        | 166         |

### Damer 53kg
- Söndagen 10 augusti 2008

| Plac. | Namn                             | Land                    | Vikt (kg) | Ryck (kg) | Stöt (kg) | Totalt (kg) |
| ----- | -------------------------------- | ----------------------- | --------- | --------- | --------- | ----------- |
|       | Prapawadee Jaroenrattanatarakoon | Thailand                | 52,47     | 95        | 126 OR    | 221         |
|       | Yoon Jin-hee                     | Sydkorea                | 52,72     | 94        | 119       | 213         |
|       | Nastassia Novikava               | Vitryssland             | 52,87     | 95        | 118       | 213         |
| 4     | Raema Lisa Rumbewas              | Indonesien              | 52,95     | 91        | 115       | 206         |
| 5     | Yudelquis Maridalin              | Dominikanska republiken | 52,74     | 93        | 111       | 204         |
| 6     | Melanie Roach                    | USA                     | 52,54     | 83        | 110       | 193 NR      |
| 7     | Julia Rohde                      | Tyskland                | 52,79     | 82        | 103       | 185         |
| 8     | Dika Toua                        | Papua Nya Guinea        | 52,53     | 80        | 104       | 184         |
| 9     | Judith Chacón                    | Venezuela               | 52,96     | 80        | 101       | 181         |

### Damer 58kg
- Måndagen 11 augusti 2008

| Plac. | Namn                  | Land        | Vikt (kg) | Ryck (kg) | Stöt (kg) | Totalt (kg) |
| ----- | --------------------- | ----------- | --------- | --------- | --------- | ----------- |
|       | Chen Yanqing          | Kina        | 57,66     | 106       | 138 OR    | 244 OR      |
|       | Marina Sjajnova       | Ryssland    | 57,93     | 98        | 129       | 227         |
|       | O Jong-ae             | Nordkorea   | 57,15     | 95        | 131       | 226         |
| 4     | Wandee Kameaim        | Thailand    | 57,25     | 98        | 128       | 226         |
| 5     | Alexandra Escobar     | Ecuador     | 57,82     | 99        | 124       | 223         |
| 6     | Romela Begaj          | Albanien    | 57,56     | 98        | 118       | 216         |
| 7     | Aleksandra Klejnowska | Polen       | 57,66     | 95        | 120       | 215         |
| 8     | Roxana Cocoş          | Rumänien    | 57,88     | 89        | 115       | 204         |
| 9     | Geralee Vega          | Puerto Rico | 57,51     | 90        | 112       | 202         |
| 10    | Marieta Gotfryd       | Polen       | 57,70     | 90        | 110       | 200         |

### Damer 63kg
- Tisdagen 12 augusti 2008

| Plac. | Namn                 | Land      | Vikt (kg) | Ryck (kg) | Stöt (kg) | Totalt (kg) |
| ----- | -------------------- | --------- | --------- | --------- | --------- | ----------- |
|       | Pak Hyon-suk         | Nordkorea | 61,80     | 106,0     | 135,0     | 241,0       |
|       | Irina Nekrassova     | Kazakstan | 62,86     | 110,0     | 130,0     | 240,0       |
|       | Lu Ying-chi          | Taiwan    | 62,46     | 104,0     | 127,0     | 231,0       |
| 4     | Christine Girard     | Kanada    | 62,44     | 102,0     | 126,0     | 228,0       |
| 5     | Thi Thiet Nguyen     | Vietnam   | 62,49     | 100,0     | 125,0     | 225,0       |
| 6     | Kim Sook-young       | Sydkorea  | 62,74     | 98,0      | 127,0     | 225,0       |
| 7     | Ruth Kasirye         | Norge     | 62,62     | 103,0     | 121,0     | 224,0       |
| 8     | Luz Mercedes Acosta  | Mexiko    | 62,84     | 103,0     | 120,0     | 223,0       |
| 9     | Mercedes Pérez       | Colombia  | 62,48     | 97,0      | 120,0     | 217,0       |
| 10    | Namkhaidorj Bayarmaa | Mongoliet | 62,50     | 90,0      | 123,0     | 213,0       |

### Damer 69kg
- Onsdagen 13 augusti 2008

| Plac. | Namn             | Land        | Vikt (kg) | Ryck (kg) | Stöt (kg) | Totalt (kg) |
| ----- | ---------------- | ----------- | --------- | --------- | --------- | ----------- |
|       | Liu Chunhong     | Kina        | 68,87     | 128,0 VR  | 158,0 VR  | 286,0 VR    |
|       | Oxana Slivenko   | Ryssland    | 68,47     | 115,0     | 140,0     | 255,0       |
|       | Natalya Davydova | Ukraina     | 68,63     | 115,0     | 135,0     | 250,0       |
| 4     | Leidy Solís      | Colombia    | 67,54     | 105,0     | 135,0     | 240,0       |
| 5     | Abir Khalil      | Egypten     | 69,00     | 105,0     | 133,0     | 238,0       |
| 6     | Ángela Medina    | Colombia    | 68,63     | 106,0     | 124,0     | 230,0       |
| 7     | Hanna Batsjusjka | Vitryssland | 68,63     | 105,0     | 120,0     | 225,0       |
| 8     | Saito Rika       | Japan       | 68,65     | 87,0      | 122,0     | 209,0       |

### Damer 75kg
- Fredagen 15 augusti 2008

| Plac. | Namn                   | Land        | Vikt (kg) | Ryck (kg) | Stöt (kg) | Totalt (kg) |
| ----- | ---------------------- | ----------- | --------- | --------- | --------- | ----------- |
|       | Cao Lei                | Kina        | 73,16     | 128,0 OR  | 154,0 OR  | 282,0 OR    |
|       | Alla Vazjenina         | Kazakstan   | 73,88     | 119,0     | 147,0     | 266,0       |
|       | Nadezjda Jevstijuchina | Ryssland    | 73,33     | 117,0     | 147,0     | 264,0       |
| 4     | Irina Kulesja          | Vitryssland | 74,78     | 118,0     | 137,0     | 255,0       |
| 5     | Lidia Valentin         | Spanien     | 74,42     | 115,0     | 135,0     | 250,0       |
| 6     | Damaris Aguirre        | Mexiko      | 74,82     | 109,0     | 136,0     | 245,0       |
| 7     | Ubaldina Valoyes       | Colombia    | 73,30     | 110,0     | 134,0     | 244,0       |
| 8     | Jeane Lassen           | Kanada      | 74,42     | 105,0     | 135,0     | 240,0       |
| 9     | Nadia Myronjuk         | Ukraina     | 74,11     | 105,0     | 132,0     | 237,0       |
| 10    | Julia Novakovitj       | Vitryssland | 74,19     | 110,0     | 127,0     | 237,0       |

### Damer +75kg
- Lördagen 16 augusti 2008

| Plac. | Namn                 | Land       | Vikt (kg) | Ryck (kg) | Stöt (kg) | Totalt (kg) |
| ----- | -------------------- | ---------- | --------- | --------- | --------- | ----------- |
|       | Jang Mi-ran          | Sydkorea   | 116,75    | 140,0 VR  | 186,0 VR  | 326,0 VR    |
|       | Olha Korobka         | Ukraina    | 166,97    | 124,0     | 153,0     | 277,0       |
|       | Marija Grabovetskaja | Kazakstan  | 112,93    | 120,0     | 150,0     | 270,0       |
| 4     | Ele Opeloge          | Samoa      | 123,89    | 119,0     | 150,0     | 269,0       |
| 5     | Maryam Usman         | Nigeria    | 115,30    | 115,0     | 150,0     | 265,0       |
| 6     | Cheryl Haworth       | USA        | 136,29    | 115,0     | 144,0     | 259,0       |
| 7     | Julia Dovhal         | Ukraina    | 96,05     | 118,0     | 140,0     | 258,0       |
| 8     | Deborah Lovely       | Australien | 94,19     | 113,0     | 135,0     | 248,0       |
| 9     | Viktoria Mavridou    | Grekland   | 102,15    | 105,0     | 126,0     | 231,0       |
| 10    | Cristina Cornejo     | Peru       | 117,50    | 97,0      | 128,0     | 225,0       |

### Herrar 56kg
- Söndagen 10 augusti 2008

| Plac. | Namn                   | Land       | Vikt (kg) | Ryck (kg) | Stöt (kg) | Totalt (kg) |
| ----- | ---------------------- | ---------- | --------- | --------- | --------- | ----------- |
|       | Long Qingquan          | Kina       | 55,37     | 132       | 160       | 292 JVR     |
|       | Hoang Anh Tuan         | Vietnam    | 55,97     | 130       | 160       | 290         |
|       | Eko Yuli Irawan        | Indonesien | 55,91     | 130       | 158       | 288         |
| 4     | Yang Chin-yi           | Taiwan     | 55,43     | 128       | 157       | 285         |
| 5     | Cha Kum Chol           | Nordkorea  | 55,85     | 128       | 155       | 283         |
| 6     | Sergio Alvarez Boulet  | Kuba       | 55,67     | 120       | 152       | 272         |
| 7     | Wang Shin-yuan         | Taiwan     | 55,53     | 115       | 150       | 265         |
| 8     | Amirul Hamizan Ibrahim | Malaysia   | 55,77     | 121       | 144       | 265         |
| 9     | Masaharu Yamada        | Japan      | 55,84     | 106       | 153       | 259         |
| 10    | Pongsak Maneetong      | Thailand   | 55,64     | 116       | 142       | 258         |

### Herrar 62kg
- Måndagen 11 augusti 2008

| Plac. | Namn                    | Land         | Vikt (kg) | Ryck (kg) | Stöt (kg) | Totalt (kg) |
| ----- | ----------------------- | ------------ | --------- | --------- | --------- | ----------- |
|       | Zhang Xiangxiang        | Kina         | 61,91     | 143       | 176       | 319         |
|       | Diego Fernando Salazar  | Colombia     | 61,47     | 138       | 167       | 305         |
|       | Triyatno                | Indonesien   | 61,90     | 135       | 163       | 298         |
| 4     | Antoniu Buci            | Rumänien     | 61,66     | 130       | 165       | 295         |
| 5     | Phaisan Hansawong       | Thailand     | 61,60     | 132       | 162       | 294         |
| 6     | Lázaro Maikel Ruiz      | Kuba         | 61,75     | 132       | 162       | 294         |
| 7     | Tolkunbek Hudajbergenov | Turkmenistan | 61,96     | 126       | 162       | 288         |
| 8     | Mohamed Abd Elbaki      | Egypten      | 62,00     | 129       | 159       | 288         |
| 9     | Yang Sheng-Hsiung       | Taiwan       | 61,97     | 130       | 157       | 287         |
| 10    | Henadzy Makveyenia      | Vitryssland  | 61,95     | 128       | 150       | 278         |

### Herrar 69kg
- Tisdagen 12 augusti 2008

| Plac. | Namn                      | Land         | Vikt (kg) | Ryck (kg) | Stöt (kg) | Totalt (kg) |
| ----- | ------------------------- | ------------ | --------- | --------- | --------- | ----------- |
|       | Liao Hui                  | Kina         | 68,97     | 158,0     | 190,0     | 348,0       |
|       | Vencelas Dabaya           | Frankrike    | 68,38     | 151,0     | 187,0     | 338,0       |
|       | Tigran Gevorg Martirosyan | Armenien     | 68,90     | 153,0     | 185,0     | 338,0       |
| 4     | Yordanis Borrero          | Kuba         | 68,92     | 148,0     | 180,0     | 328,0       |
| 5     | Turan Mirzajev            | Azerbajdzjan | 68,86     | 146,0     | 181,0     | 327,0       |
| 6     | Kim Chol-jin              | Nordkorea    | 68,64     | 146,0     | 180,0     | 326,0       |
| 7     | Afgan Bajramov            | Azerbajdzjan | 68,41     | 145,0     | 175,0     | 320,0       |
| 8     | Sitthisak Suphalak        | Thailand     | 68,99     | 147,0     | 171,0     | 318,0       |
| 9     | Alexandru Dudoglo         | Moldavien    | 68,68     | 145,0     | 172,0     | 317,0       |
| 10    | Shintani Yoshito          | Japan        | 68,76     | 135,0     | 175,0     | 310,0       |

### Herrar 77kg
- Onsdagen 13 augusti 2008

| Plac. | Namn               | Land        | Vikt (kg) | Ryck (kg) | Stöt (kg) | Totalt (kg) |
| ----- | ------------------ | ----------- | --------- | --------- | --------- | ----------- |
|       | Sa Jae-hyouk       | Sydkorea    | 76,46     | 163       | 203       | 366         |
|       | Li Hongli          | Kina        | 76,91     | 168       | 198       | 366         |
|       | Gevorg Davtyan     | Armenien    | 76,77     | 165       | 195       | 360         |
| 4     | Kim Kwang-hoon     | Sydkorea    | 76,86     | 155       | 200       | 355         |
| 5     | Oleg Perepetjenov  | Ryssland    | 76,80     | 162       | 192       | 354         |
| 6     | Iván Cambar        | Kuba        | 76,53     | 157       | 196       | 353         |
| 7     | Ara Khachatryan    | Armenien    | 76,78     | 162       | 191       | 353         |
| 8     | Krzysztof Szramiak | Polen       | 76,71     | 161       | 191       | 352         |
| 9     | Vladimir Kuznetsov | Kazakstan   | 76,86     | 160       | 191       | 351         |
| 10    | Siarhei Lahun      | Vitryssland | 76,56     | 157       | 192       | 349         |

### Herrar 85kg
- Fredagen 15 augusti 2008

| Plac. | Namn                      | Land         | Vikt (kg) | Ryck (kg) | Stöt (kg) | Totalt (kg) |
| ----- | ------------------------- | ------------ | --------- | --------- | --------- | ----------- |
|       | Lu Yong                   | Kina         | 84,41     | 180,0     | 214,0     | 394,0       |
|       | Andrej Rybakou            | Vitryssland  | 84,69     | 185,0 OR  | 209,0     | 394,0 VR    |
|       | Tigran Varban Martirosyan | Armenien     | 83,78     | 177,0     | 203,0     | 380,0       |
| 4     | Vladimir Sedov            | Kazakstan    | 84,54     | 180,0     | 200,0     | 380,0       |
| 5     | Jadiel Valladares         | Kuba         | 84,84     | 169,0     | 203,0     | 372,0       |
| 6     | Benjamin Hennequin        | Frankrike    | 84,55     | 162,0     | 205,0     | 367,0       |
| 7     | Mansurbek Tjasjemov       | Uzbekistan   | 84,71     | 165,0     | 202,0     | 367,0       |
| 8     | Kendrick Farris           | USA          | 84,14     | 160,0     | 202,0     | 362,0       |
| 9     | Intigam Zairov            | Azerbajdzjan | 84,52     | 166,0     | 195,0     | 361,0       |
| 10    | Carlos Andica             | Colombia     | 84,62     | 155,0     | 201,0     | 356,0       |

### Herrar 94kg
- Söndagen 17 augusti 2008

| Plac. | Namn                 | Land         | Vikt (kg) | Ryck (kg) | Stöt (kg) | Totalt (kg) |
| ----- | -------------------- | ------------ | --------- | --------- | --------- | ----------- |
|       | Ilja Ilin            | Kazakstan    | 93,64     | 180,0     | 226,0     | 406,0       |
|       | Szymon Kolecki       | Polen        | 93,73     | 179,0     | 224,0     | 403,0       |
|       | Chadzjimurat Akkajev | Ryssland     | 92,99     | 185,0     | 217,0     | 402,0       |
| 4     | Arsen Kasabiev       | Georgien     | 93,69     | 176,0     | 223,0     | 399,0       |
| 5     | Nizami Pashayev      | Azerbajdzjan | 93,83     | 181,0     | 215,0     | 396,0       |
| 6     | Yohandrys Hernandez  | Kuba         | 92,30     | 178,0     | 215,0     | 393,0       |
| 7     | Asghar Ebrahimi      | Iran         | 92,32     | 180,0     | 212,0     | 392,0       |
| 8     | Roman Konstantinov   | Ryssland     | 93,90     | 175,0     | 212,0     | 387,0       |
| 9     | Jürgen Spieß         | Tyskland     | 93,74     | 173,0     | 211,0     | 384,0       |
| 10    | Jose Juan Navarro    | Spanien      | 93,97     | 173,0     | 210,0     | 383,0       |

### Herrar 105kg
- Måndagen 18 augusti 2008

| Plac. | Namn               | Land        | Vikt (kg) | Ryck (kg) | Stöt (kg) | Totalt (kg) |
| ----- | ------------------ | ----------- | --------- | --------- | --------- | ----------- |
|       | Andrej Aramnau     | Vitryssland | 104,76    | 200 VR    | 236 VR    | 436 VR      |
|       | Dmitrij Klokov     | Ryssland    | 104,72    | 193       | 230       | 423         |
|       | Dmitrij Lapikov    | Ryssland    | 104,30    | 190       | 230       | 420         |
| 4     | Marcin Dołęga      | Polen       | 104,37    | 195       | 225       | 420         |
| 5     | Bachyt Achmetov    | Kazakstan   | 102,13    | 190       | 225       | 415         |
| 6     | Igor Razoronov     | Ukraina     | 104,58    | 187       | 223       | 410         |
| 7     | Albert Kuzilov     | Georgien    | 102,48    | 182       | 227       | 409         |
| 8     | Sergej Istomin     | Kazakstan   | 102,03    | 181       | 225       | 406         |
| 9     | Robert Dołęga      | Polen       | 104,27    | 184       | 221       | 405         |
| 10    | Nikolaos Kourtidis | Grekland    | 103,36    | 176       | 221       | 397         |

### Herrar +105kg
- Tisdagen 19 augusti 2008

| Plac. | Namn               | Land       | Vikt (kg) | Ryck (kg) | Stöt (kg) | Totalt (kg) |
| ----- | ------------------ | ---------- | --------- | --------- | --------- | ----------- |
|       | Matthias Steiner   | Tyskland   | 145,93    | 203       | 258       | 461         |
|       | Jevgenij Tjigisjev | Ryssland   | 124,13    | 210       | 250       | 460         |
|       | Viktors Ščerbatihs | Lettland   | 144,97    | 206       | 242       | 448         |
| 4     | Artem Udachyn      | Ukraina    | 144,09    | 207       | 235       | 442         |
| 5     | Ihor Shymechko     | Ukraina    | 130,25    | 201       | 232       | 433         |
| 6     | Rashid Sharifi     | Iran       | 142,89    | 196       | 230       | 426         |
| 7     | Grzegorz Kleszcz   | Polen      | 131,16    | 185       | 234       | 419         |
| 8     | Almir Velagic      | Tyskland   | 132,16    | 188       | 225       | 413         |
| 9     | Damon Kelly        | Australien | 154,15    | 165       | 221       | 386         |
| 10    | Itte Detenamo      | Nauru      | 148,48    | 175       | 210       | 385         |